# Kouzlo přítomného okamžiku
Kouzlo přítomného okamžiku (v anglickém originále The Spectacular Now) je americké romantické komediální drama z roku 2013. Režie se ujal James Ponsoldt a scénáře Scott Neustadter a Michael H. Weber. Film je inspirovaný stejnojmenným románem od Tima Tharpa. Hlavní role hrají Miles Teller a Shailene Woodley.
Film měl premiéru na Filmovém festivalu Sundance 18. ledna 2013 a do kin byl oficiálně uveden 2. srpna 2013. V České republice nebyl do kin uveden. Film získal pozitivní kritiku a vydělal přes 6,9 milionů dolarů.

## Obsazení
| Miles Teller           | Sutter Keely  |
| Shailene Woodley       | Aimee Finecky |
| Brie Larson            | Cassidy       |
| Jennifer Jason Leigh   | Sara Keely    |
| Kyle Chandler          | Tommy Keely   |
| Mary Elizbeth Winstead | Holly Keely   |
| Danyo Okeniyi          | Marcus        |
| Andre Royo             | pan Aster     |
| Bob Odernkirk          | Dan           |
| Kaitlyn Denver         | Krystal       |
| Masam Holden           | Ricky         |
| Gary Weeks             | Joe           |
| Whitney Goin           | paní Finecky  |
| Nicci Faires           | Tara          |

## Produkce
Film se začal natáčet ve městě Athens v Georgii v červenci 2012 a natáčení skončilo o měsíc později. Natáčelo se ve městě, kde režisér James Ponsoldt vyrostl.

## Přijetí
Film vydělal 6,8 milionů dolarů v Severní Americe a 63 980 dolarů v ostatních oblastech, celkově tak vydělal 6,9 milionů dolarů po celém světě. Rozpočet filmu činil 2,5 milionů dolarů. V Severní Americe byl oficiálně uveden 2. srpna 2013 pouze do 4 kin, ve kterých za první víkend vydělal 197 415 dolarů, později se promítal v 770 kinech.
Film získal pozitivní kritiku. Na recenzní stránce Rotten Tomatoes získal z 151 započtených recenzí 93 procent s průměrným ratingem 7,8 bodů z deseti. Na serveru Metacritic snímek získal z 42 recenzí 82 bodů ze sta. Na Česko-Slovenské filmové databázi snímek získal 67%.